# Sketches of Spain
Sketches of Spain — альбом Майлза Девіса, записаний між листопадом 1959 та березнем 1960 року в нью-йоркській студії Columbia 30th Street Studio. До нього включено розширену версію другої частини «Концерту Аранхуеса» Хоакіна Родріго, а також твір під назвою «Will o' the Wisp» з балету Мануеля де Фальї «El amor brujo». Sketches of Spain вважається зразковим записом третьої течії — музичного злиття джазу, європейської класики та стилів етнічної музики.

## Передумови
Дружина Девіса, Френсіс, наполягла, щоб Майлз супроводжував її на виступі танцюриста фламенко Роберто Іглесіаса. Натхненний виступом, Девіс скупив усі альбоми фламенко, які зміг дістати в магазині Colony Records у Нью-Йорку.
На цьому альбомі Девіс співпрацює з аранжувальником і композитором Ґілом Евансом, з яким він працював у інших проєктах, над програмою композицій, що значною мірою походять з іспанських народних традицій. Еванс пояснив:
|  | Ми не мали наміру робити іспанський альбом. Ми просто збиралися записати Концерт Аранхуеса. Друг Майлза дав йому єдиний існуючий альбом з цим твором. Він привіз його до Нью-Йорка, і я скопіював музику з платівки, бо там не було партитури. Коли ми це зробили, ми почали слухати іншу народну музику, музику, яку грали в клубах Іспанії... Тож ми багато чому навчилися, і в результаті вийшов іспанський альбом. Мелодія Родріго дуже красива. Це така сильна пісня. Я був у захваті від неї. |

Народні пісні в альбомі були натхненні записами, зробленими Аланом Ломаксом в Галісії та Андалусії, які були випущені в 1955 році лейблом Columbia Masterworks.

## Концерт Аранхуеси
Початковий твір, який займає майже половину платівки, є аранжування Еванса і Девіса частини адажіо Концерту Аранхуеса, концерту для гітари сучасного іспанського композитора Хоакіна Родріго. Після точного вступу гітарної мелодії концерту на флюгельгорні, аранжування Еванса перетворюється, за словами його біографа, на «квазі-симфонічний, квазі-джазовий світ звуку». В середині п'єси міститься «приспів» Еванса, який не пов'язаний з концертом, але «відлунюється» в інших частинах альбому. Оригінальна мелодія потім знову з'являється в темнішому звучанні.
Девіс грає на флюгельгорні, а згодом на трубі, намагаючись музично поєднати різні інструменти. На репетиції Девіс розповідав: «Те, що я повинен зробити зараз, це зробити так, щоб речі пов'язувалися, щоб вони щось означали в тому, що я граю навколо цього». Девіс вважав, що мелодія адажіо концерту «настільки сильна», що «чим м'якше ти її граєш, тим сильніше вона стає, і чим сильніше ти її граєш, тим слабкіше вона стає», і Еванс був із цим згодний.
За словами біографа Девіса, Чемберса, сучасна критична реакція на аранжування не була несподіваною, особливо з огляду на дефіцит чогось схожого на джазовий ритм у більшій частині твору. Мартін Вільямс писав, що «запис є чимось на кшталт курйозу і невдачі, що, гадаю, підтвердить порівняння з будь-яким хорошим виконанням цього руху класичним гітаристом». Композитор Родріго також не був вражений, але, за словами Еванса, роялті від аранжування принесли йому «багато грошей».

## Реакція критиків
У сучасній рецензії для DownBeat Білл Матьє назвав Sketches of Spain одним з найважливіших музичних творів 20-го століття, високоінтелектуальним і водночас пристрасним записом. Він знайшов композиції Еванса надзвичайно добре продуманими, а гру Девіса — розумно розробленою, зробивши висновок у своїй рецензії: «Якщо має з'явитися новий джаз, форма майбутніх речей, то це початок». Відповідаючи на припущення, що Sketches of Spain — це щось інше, ніж джаз, Девіс сказав: «Це музика, і вона мені подобається». У The Rolling Stone Album Guide (2004) Джей Д. Консідейн назвав його «твором безпрецедентної грації та ліризму», а журнал Q писав, що він «повів оркестровий джаз у новому напрямку». Роберт Крістгау був менш захоплений записом і згадував, що був молодим слухачем, коли він був випущений: «У 1960 році платівка принесла Девісу прихильність людей, які читають Playboy, і започаткувала в мені одну з фаз розчарування в джазі, яка призвела до мого повернення до рок-н-ролу».
За Sketches of Spain Еванс і Девіс отримали премію Ґреммі 1961 року за найкращу джазову композицію тривалістю понад п'ять хвилин. Альбом посів 358 місце у списку 500 найкращих альбомів усіх часів за версією Rolling Stone. За версією Acclaimed Music, він посідає 393 місце у списках критиків за всю історію.

## Трек-лист
| Сторона 1 | Сторона 1                        | Сторона 1        | Сторона 1  |
| #         | Назва                            | Автор музики     | Тривалість |
| --------- | -------------------------------- | ---------------- | ---------- |
| 1.        | «Concierto de Aranjuez (Adagio)» | Хоакін Родріго   | 16:19      |
| 2.        | «Will o' the Wisp»               | Мануель де Фалья | 3:47       |

| Сторона 2 | Сторона 2                          | Сторона 2             | Сторона 2  |
| #         | Назва                              | Автор музики          | Тривалість |
| --------- | ---------------------------------- | --------------------- | ---------- |
| 1.        | «The Pan Piper (Alborada de Vigo)» | Традиційна, Ґіл Еванс | 3:52       |
| 2.        | «Saeta»                            | Традиційна, Ґіл Еванс | 5:06       |
| 3.        | «Solea»                            | Ґіл Еванс             | 12:15      |
| 41:39     |                                    |                       |            |

## Значення назв композицій
1. Concierto de Aranjuez було написано про сади в Королівському палаці в Аранхуесі.
2. El amor brujo часто перекладають як «Зачароване кохання», і це балет іспанського композитора Мануеля де Фальї.
3. «The Pan Piper» відсилає до інструменту (Флейта Пана), на якому грав кастратор свиней і точильник ножів, а також до мелодії, яку він грав, коли приїжджав до сіл Галісії. «Альборада» — традиційний народний стиль з Галісії.
4. «Saeta» це тип релігійної пісні, яку переважно співають під час процесій Semana Santa (Страсний тиждень) в Іспанії.
5. «Solea» це різновид музики фламенко.

## Персоналії
- Майлз Девіс – аранжування, труба, флюгельгорн
- Ґіл Еванс – аранжування, диригент
- Джонні Коулс – труба
- Берні Ґлоу – труба
- Тафт Джордан – труба
- Лу Муччі – труба
- Ерні Роял – труба
- Джон Берроуз – валторна
- Джеймс Баффінґтон – валторна
- Ерл Чапін – валторна
- Тоні Міранда – валторна
- Джо Сінгер – валторна
- Дік Гіксон – тромбон
- Френк Рехак – тромбон
- Білл Барбер – туба
- Джиммі Макалістер – туба
- Денні Бенк – бас-кларнет
- Альберт Блок – поперечна флейта
- Едді Кейн – флейта
- Гарольд Фельдман – кларнет, флейта, гобой
- Ромео Пенке – гобой
- Джек Кніцер – фагот
- Пол Чемберс – бас
- Джиммі Кобб – барабани
- Елвін Джонс – перкусія
- Хосе Мангуаль-старший – перкусія (1)
- Елден "Бастер" Бейлі – перкусія (2–5)
- Джанет Патнем – арфа